# Sa'adah (huyện)
Huyện Sa'adah là một huyện thuộc tỉnh Sa`dah, Yemen. Đến thời điểm năm 2003, huyện này có dân số 58695 người